# Roger Deakins
Roger Alexander Deakins (ur. 24 maja 1949 w Torquay) – brytyjski operator filmowy, dwukrotny laureat Oscara za zdjęcia do filmów Blade Runner 2049 (2017) oraz 1917 (2019), stały współpracownik braci Coen.

## Życiorys

### Wczesne lata
Urodził się w Torquay w hrabstwie Devon w Anglii jako syn aktorki Josephine (z domu Messum) i budowniczego Williama Alberta Deakinsa. Uczęszczał do szkoły dla chłopców Torquay Boys' Grammar School. Początkowo studiował projektowanie graficzne w Bath School of Art and Design w Bath w hrabstwie Somerset. Wkrótce odkrył w sobie pasję fotografowania. Po ukończeniu edukacji w Państwowej Szkole Filmowej i Telewizyjnej (National Film and Television School) w Beaconsfield w hrabstwie Buckinghamshire, Deakins otrzymał zlecenie stworzenia dokumentu fotograficznego o swoim rodzinnym mieście, co pozwoliło mu skupić się na filmach dokumentalnych przez następne siedem lat.

### Kariera
Jeszcze podczas studiów w National Film School, stanął za kamerą realizując programy telewizyjne takie jak Around the World with Ridgeway, Zimbabwe czy Eritrea – Behind Enemy Lines. W 1983 roku Michael Radford zaproponował mu pracę nad fabułą dramatu wojennego Innym razem, w innym miejscu (Another Time, Another Place) z Gregorem Fisherem.
W połowie lat osiemdziesiątych Deakins praktycznie porzucił tworzenie filmów dokumentalnych i rozpoczął pracę na planie filmów takich jak 1984 (1984) czy Sid i Nancy (Sid and Nancy, 1986). Po realizacji Kobieta na Księżycu (La Donna della luna, 1988), pracował głównie w Stanach Zjednoczonych. Był częstym współpracownikiem braci Coen w produkcjach: Skazani na Shawshank (The Shawshank Redemption, 1994), Fargo (1996) i Bracie, gdzie jesteś? (O Brother, Where Art Thou?, 2000), a także pracował z Martinem Scorsese nad Kundun – życie Dalaj Lamy (Kundun, 1997) – wszystkie nominowane do Oscara za najlepsze zdjęcia – przyniosły mu reputację jednego z najlepszych kinowych wizjonerów swojego pokolenia.
Od połowy lat 90., Deakins był współtwórcą takich hollywoodzkich przebojów kinowych jak Szalona odwaga (Courage Under Fire, 1996), Trzynaście dni (Thirteen Days, 2000) czy Piękny umysł (A Beautiful Mind, 2001), a także z tak mało znanych dzieł jak Tajemniczy ogród (The Secret Garden, 1993) czy Wszędzie byle nie tu (Anywhere But Here, 1999). Ponownie połączył siły z braćmi Coen w Człowiek, którego nie było (The Man Who Wasn't There, 2001), Okrucieństwo nie do przyjęcia (Intolerable Cruelty, 2003) i Ladykillers, czyli zabójczy kwintet (The Ladykillers, 2004).
W 1995 otrzymał Brązową Żabę na Międzynarodowym Festiwalu Sztuki Autorów Zdjęć Filmowych Camerimage za zdjęcia do Skazani na Shawshank, a w 2001 był przewodniczącym jury w konkursie głównym.

## Filmografia
| Rok  | Film | Reżyser               |
| ---- | --- | --------------------- |
| 1976 | Welcome to Britain (film dokumentalny)                                                                                   | Ben Lewin             |
| 1977 | Empty Hand (krótkometrażowy dokument)                                                                                    | David Litchfield      |
| 1977 | Before Hindsight (film dokumentalny)                                                                                     | Jonathan Lewis        |
| 1977 | Okrutna namiętność (Cruel Passion)                                                                                       | Chris Boger           |
| 1979 | Steppin’ Out (dokumentalny film krótkometrażowy)                                                                         | Lyndall Hobbs         |
| 1980 | Van Morrison in Ireland (muzyczny film dokumentalny)                                                                     | Michael Radford       |
| 1980 | Blue Suede Shoes (muzyczny film dokumentalny)                                                                            | Curtis Clark          |
| 1981 | Towers of Babel (film krótkometrażowy)                                                                                   | Jonathan Lewis        |
| 1983 | Alan Bush: A Life (film dokumentalny)                                                                                    | Anna Ambrose          |
| 1983 | Innym razem, w innym miejscu (Another Time, Another Place)                                                               | Michael Radford       |
| 1984 | 1984 (Nineteen Eighty-Four)                                                                                              | Michael Radford       |
| 1984 | The House (TV) | Mike Figgis           |
| 1984 | Return to Waterloo (film muzyczny)                                                                                       | Ray Davies            |
| 1985 | Shadey | Philip Saville        |
| 1985 | Niewinny (The Innocent)                                                                                                  | John Mackenzie        |
| 1985 | Obrona królestwa (Defence of the Realm)                                                                                  | David Drury           |
| 1986 | Sid i Nancy (Sid and Nancy)                                                                                              | Alex Cox              |
| 1987 | Chłopak kuchenny (The Kitchen Toto)                                                                                      | Harry Hook            |
| 1987 | Personal Services | Terry Jones           |
| 1987 | Biała intryga (White Mischief)                                                                                           | Michael Radford       |
| 1988 | Kobieta na Księżycu (La Donna della luna)                                                                                | Vito Zagarrio         |
| 1988 | Wyspa Pascaliego (Pascali's Island)                                                                                      | James Dearden         |
| 1988 | Burzliwy poniedziałek (Stormy Monday)                                                                                    | Mike Figgis           |
| 1990 | Góry Księżycowe (Mountains of the Moon)                                                                                  | Bob Rafelson          |
| 1990 | Długa droga do domu (The Long Walk Home)                                                                                 | Richard Pearce        |
| 1990 | Air America | Roger Spottiswoode    |
| 1991 | Wydział zabójstw (Homicide)                                                                                              | David Mamet           |
| 1991 | Barton Fink | Joel i Ethan Coenowie |
| 1992 | Wygrać z losem (Passion Fish)                                                                                            | John Sayles           |
| 1992 | Na rozkaz serca (Thunderheart)                                                                                           | Michael Apted         |
| 1993 | Tajemniczy ogród (The Secret Garden)                                                                                     | Agnieszka Holland     |
| 1994 | Hudsucker Proxy (The Hudsucker Proxy)                                                                                    | Joel i Ethan Coenowie |
| 1994 | Skazani na Shawshank (The Shawshank Redemption)                                                                          | Frank Darabont        |
| 1995 | Rob Roy | Michael Caton-Jones   |
| 1995 | Przed egzekucją (Dead Man Walking)                                                                                       | Tim Robbins           |
| 1996 | Fargo | Joel i Ethan Coenowie |
| 1996 | Szalona odwaga (Courage Under Fire)                                                                                      | Edward Zwick          |
| 1997 | Kundun – życie Dalaj Lamy (Kundun)                                                                                       | Martin Scorsese       |
| 1998 | Big Lebowski (The Big Lebowski)                                                                                          | Joel i Ethan Coenowie |
| 1998 | Stan oblężenia (The Siege)                                                                                               | Edward Zwick          |
| 1999 | Huragan (The Hurricane)                                                                                                  | Norman Jewison        |
| 1999 | Wszędzie byle nie tu (Anywhere But Here)                                                                                 | Wayne Wang            |
| 2000 | Bracie, gdzie jesteś? (O Brother, Where Art Thou?)                                                                       | Joel i Ethan Coenowie |
| 2000 | Trzynaście dni (Thirteen Days)                                                                                           | Roger Donaldson       |
| 2001 | Piękny umysł (A Beautiful Mind)                                                                                          | Ron Howard            |
| 2001 | Kolacja z przyjaciółmi (Dinner with Friends)                                                                             | Norman Jewison        |
| 2001 | Człowiek, którego nie było (The Man Who Wasn't There)                                                                    | Joel i Ethan Coenowie |
| 2003 | Okrucieństwo nie do przyjęcia (Intolerable Cruelty)                                                                      | Joel i Ethan Coenowie |
| 2003 | Skazany na wolność (Levity)                                                                                              | Ed Solomon            |
| 2003 | Dom z piasku i mgły (House of Sand and Fog)                                                                              | Vadim Perelman        |
| 2004 | Ladykillers, czyli zabójczy kwintet (The Ladykillers)                                                                    | Joel i Ethan Coenowie |
| 2004 | Osada (The Village) | M. Night Shyamalan    |
| 2005 | Jarhead. Żołnierz piechoty morskiej (Jarhead)                                                                            | Sam Mendes            |
| 2007 | Zabójstwo Jesse’ego Jamesa przez tchórzliwego Roberta Forda (The Assassination of Jesse James by the Coward Robert Ford) | Andrew Dominik        |
| 2007 | To nie jest kraj dla starych ludzi (No Country for Old Men)                                                              | Joel i Ethan Coenowie |
| 2007 | W dolinie Elah (In the Valley of Elah)                                                                                   | Paul Haggis           |
| 2008 | Lektor (The Reader) | Stephen Daldry        |
| 2008 | Wątpliwość (Doubt) | John Patrick Shanley  |
| 2008 | Droga do szczęścia (Revolutionary Road)                                                                                  | Sam Mendes            |
| 2009 | Poważny człowiek (A Serious Man)                                                                                         | Joel i Ethan Coenowie |
| 2010 | Prawdziwe męstwo (True Grit)                                                                                             | Joel i Ethan Coenowie |
| 2010 | W firmie (The Company Men)                                                                                               | John Wells            |
| 2011 | Wyścig z czasem (In Time)                                                                                                | Andrew Niccol         |
| 2012 | Skyfall | Sam Mendes            |
| 2013 | Labirynt (Prisoners) | Denis Villeneuve      |
| 2014 | Niezłomny (Unbroken) | Angelina Jolie        |
| 2015 | Sicario | Denis Villeneuve      |
| 2016 | Ave, Cezar! (Hail, Ceasar!)                                                                                              | Joel i Ethan Coenowie |
| 2017 | Blade Runner 2049 | Denis Villeneuve      |
| 2019 | 1917 | Sam Mendes            |

## Nagrody i nominacje
| Rok  | Nagroda                               | Kategoria                                       | Za                                                          | Wynik     |
| ---- | ------------------------------------- | ----------------------------------------------- | ----------------------------------------------------------- | --------- |
| 2019 | Nagroda Akademii Filmowej             | Najlepsze zdjęcia                               | 1917                                                        | Wygrana   |
| 2017 | Nagroda Akademii Filmowej             | Najlepsze zdjęcia                               | Blade Runner 2049                                           | Wygrana   |
| 2017 | Nagroda Brytyjskiej Akademii Filmowej | Najlepsze zdjęcia                               | Blade Runner 2049                                           | Wygrana   |
| 2015 | Nagroda Akademii Filmowej             | Najlepsze zdjęcia                               | Sicario                                                     | Nominacja |
| 2014 | Nagroda Akademii Filmowej             | Najlepsze zdjęcia                               | Niezłomny                                                   | Nominacja |
| 2013 | Nagroda Akademii Filmowej             | Najlepsze zdjęcia                               | Labirynt                                                    | Nominacja |
| 2012 | Nagroda Akademii Filmowej             | Najlepsze zdjęcia                               | Skyfall                                                     | Nominacja |
| 2010 | Nagroda Akademii Filmowej             | Najlepsze zdjęcia                               | Prawdziwe męstwo                                            | Nominacja |
| 2010 | Nagroda Brytyjskiej Akademii Filmowej | Najlepsze zdjęcia                               | Prawdziwe męstwo                                            | Wygrana   |
| 2008 | Nagroda Akademii Filmowej             | Najlepsze zdjęcia (wspólnie z Chrisem Mengesem) | Lektor                                                      | Nominacja |
| 2007 | Nagroda Akademii Filmowej             | Najlepsze zdjęcia                               | To nie jest kraj dla starych ludzi                          | Nominacja |
| 2007 | Nagroda Akademii Filmowej             | Najlepsze zdjęcia                               | Zabójstwo Jesse’ego Jamesa przez tchórzliwego Roberta Forda | Nominacja |
| 2007 | Nagroda Brytyjskiej Akademii Filmowej | Najlepsze zdjęcia                               | To nie jest kraj dla starych ludzi                          | Wygrana   |
| 2001 | Nagroda Akademii Filmowej             | Najlepsze zdjęcia                               | Człowiek, którego nie było                                  | Nominacja |
| 2000 | Nagroda Akademii Filmowej             | Najlepsze zdjęcia                               | Bracie                                                      | Nominacja |
| 1997 | Nagroda Akademii Filmowej             | Najlepsze zdjęcia                               | Kundun – życie Dalaj Lamy                                   | Nominacja |
| 1996 | Nagroda Akademii Filmowej             | Najlepsze zdjęcia                               | Fargo                                                       | Nominacja |
| 1994 | Nagroda Akademii Filmowej             | Najlepsze zdjęcia                               | Skazani na Shawshank                                        | Nominacja |